# 第13回ニューヨーク映画批評家協会賞
第13回ニューヨーク映画批評家協会賞は、1947年の優秀な映画に贈られた賞である。1948年1月19日に発表された。

## 受賞
- 作品賞：
  - 紳士協定

- 主演男優賞：
  - ウィリアム・パウエル - ライフ・ウィズ・ファーザー、The Senator Was Indiscreet

- 主演女優賞：
  - デボラ・カー - 黒水仙、I See a Dark Stranger

- 監督賞：
  - エリア・カザン - 紳士協定、影なき殺人

- 外国語映画賞：
  - 平和に生きる